# Villa Juárez, Nayarit
Villa Juárez är en ort i Mexiko.   Den ligger i kommunen Santiago Ixcuintla och delstaten Nayarit, i den centrala delen av landet, 700 km väster om huvudstaden Mexico City. Villa Juárez ligger 8 meter över havet och antalet invånare är 3 000.
Terrängen runt Villa Juárez är mycket platt. Runt Villa Juárez är det ganska glesbefolkat, med 48 invånare per kvadratkilometer. Närmaste större samhälle är Villa Hidalgo, 17,4 km öster om Villa Juárez. Trakten runt Villa Juárez består till största delen av jordbruksmark.